# Unajza
Unajza (arab. عنيزة) – miasto w Arabii Saudyjskiej, w prowincji Al-Kasim. Według spisu ludności z 2010 roku liczyło 152 895 mieszkańców. Ośrodek przemysłowy.